# Górzno (Masovia)
Górzno è un comune rurale polacco del distretto di Garwolin, nel voivodato della Masovia.
Ricopre una superficie di 90,84 km² e nel 2004 contava 6 153 abitanti.